# Pimpinella
- Commons
- Wikispecies

Pimpinella L. é um género botânico pertencente à família Apiaceae.

## Sinonímia
| - Anisum Hill - Pancicia Vis. - Platyraphe Miq. - Reutera Boiss. - Similisinocarum Cauwet & Farille | - Spiroceratium H. Wolff - Spuriopimpinella (H. Boissieu) Kitag. - Tragium Spreng. - Tragoselinum Mill. |

## Espécies
- Pimpinella anisum L.
- Pimpinella lutea Desf.
- Pimpinella major (L.)  Huds.
- Pimpinella peregrina L.
- Pimpinella saxifraga L.
- Pimpinella siifolia Leresche
- Pimpinella tragium Vill.
- «Lista completa»

## Classificação do gênero
| Sistema | Classificação                    | Referência               |
| ------- | -------------------------------- | ------------------------ |
| Linné   | Classe Pentandria, ordem Digynia | Species plantarum (1753) |